# Rose-Lynn Fisher
Rose-Lynn Fisher est une artiste photographe américaine, née en 1955 à Minneapolis, spécialisée dans les visions macro et microscopiques.

## Biographie
Rose-Lynn Fisher est une plasticienne et photographe américaine née en 1955 à Minneapolis. Elle a étudié à l'Otis College of Art and Design de Los Angeles dont elle fut diplômée en 1978.
Spécialiste de la macro et de la microphotographie, elle utilise l'art et la photographie pour rendre visible l'infiniment grand et l'infiniment petit. Elle est notamment célèbre pour sa collection Topography of tears et ses clichés de larmes qui ressemblent à des paysages. Son travail est exposé dans des galeries d'art mais également des musées de science et d’histoire naturelle.
À travers ses clichés en noir et blanc au microscope, elle révèle des formes géométriques et des arborescences invisibles à l’œil nu.

## Œuvres

### Bee
"The first time I looked at a bee's eyes magnified I was amazed to see a field of hexagons, just like honeycomb."